# 菊地宥清
菊地 宥清（きくち ゆうせい、1853年（嘉永6年） - 1909年（明治42年））は、明治時代の写真家、華道家。華道家としての号は秋月庵。北海道旭川で最初の写真館を開業し、日露戦争に従軍した写真師中鉢直綱は甥。

## 経歴・人物
同じ写真師である菊地新学の子として山形に生まれ、父および二見朝隈から写真の技術を学んだ。後に上京し、撮影に専念する。
1885年（明治18年）、故郷の山形に所在する菊地一族が開設した記念館において、宥清が撮影した写真を展示した別館を開設した。後に華道家としても活動する。子に菊地清がいる。